# 中华人民共和国电信设备进网许可制度
根据《中华人民共和国电信条例》，中华人民共和国境内（中国大陆）对电信设备实行进网许可制度。在此制度下，拟接入中国大陆公用电信网的电信终端设备、无线电通信设备和涉及网间互联的设备必须经过进网测试，并取得进网许可证后，方可进入市场销售及在公用电信网使用。建立进网许可制度的目的是“保证公用电信网的安全畅通”。当前负责电信设备进网许可管理工作的政府机构为工业和信息化部。
尽管按照相关规定“接入公用电信网的设备必须取得工业和信息化部颁发的进网许可证”，但在实际操作中，进网许可主要限制的是销售渠道，无进网许可的产品仍可以在非正规渠道销售，若手机制式能识别相应的SIM卡也可以正常使用手机。而中国大陆也无相关政策要求运营商识别用户在用手机是否有入网资质。

## 相关法规条文
现行根据《中华人民共和国电信条例》（2000年9月25日国务院令第291号公布，2016年2月6日最后修订）及《电信设备进网管理办法》（2001年5月10日原信息产业部令第11号公布，2014年9月23日根据工业和信息化部令第28号公布的《工业和信息化部关于废止和修改部分规章的决定》修正）的规定，中华人民共和国对电信终端设备、无线电通信设备和涉及网间互联的设备实行进网许可制度。接入公用电信网的电信终端设备、无线电通信设备和涉及网间互联的设备，必须取得工业和信息化部颁发的进网许可证，实行进网许可制度的电信设备目录由工业和信息化部会同国务院产品质量监督部门（目前为国家市场监督管理总局）制定和公布。
国家对电信终端设备、无线电通信设备和涉及网间互联的设备实行进网许可制度。
接入公用电信网的电信终端设备、无线电通信设备和涉及网间互联的设备，必须符合国家规定的标准并取得进网许可证。
实行进网许可制度的电信设备目录，由国务院信息产业主管部门会同国务院产品质量监督部门制定并公布施行。
 — 《中华人民共和国电信条例》第五十三条
国家对接入公用电信网的电信终端设备、无线电通信设备和涉及网间互联的电信设备实行进网许可制度。
实行进网许可制度的电信设备必须获得工业和信息化部颁发的进网许可证；未获得进网许可证的，不得接入公用电信网使用和在国内销售。
 — 《电信设备进网管理办法》第三条

## 历史沿革

### 制度建立
电信设备进网许可的制度始于1995年。1995年11月14日，原中华人民共和国邮电部印发《电信终端设备进网审批管理规定》，该《规定》明确，中华人民共和国对电信终端设备实行进网审批管理，以“保证国家通信网的完整性、统一性、先进性，维护国家利益和用户权益”为目的。所有接入国家通信网使用的电信终端设备，必须符合国家规定的技术体制、标准和通信行业标准以及邮电部有关业务规定，并具有邮电部颁发的进网许可证；未获得进网许可证的电信终端设备，不得接入国家通信网使用。《规定》也明确了电信设备的进网审批程序以及进网标志管理，已取得进网许可证的电信设备必须在进网设备显著位置上粘贴进网标志。
1998年12月11日，原中华人民共和国信息产业部印发《关于进一步加强移动电话手持机进网管理的通告》，明确自1999年1月1日起，中国国内外生产企业生产，且在中国大陆申请进网的移动电话手持机，严格按照相关政策审批并核发进网许可证。该《通告》也明确，原进网标志于1999年2月1日废止，全面启用新标志。同年12月31日，信息产业部印发《电信设备进网审批管理办法》，该办法取代了原邮电部的《电信终端设备进网审批管理规定》。
2000年《电信条例》颁布实施前，有29种电信设备产品需取得进网许可，自《电信条例》颁布实施后不再列为进网许可产品范畴。由于当时第三方认证机构尚未成立，根据运营商和设备生产厂商的要求，信息产业部对上述产品采取了自愿申请、发放一年进网许可证的过渡措施。随着电信设备第三方认证机构的成立，信产部决定自2004年3月1日起，将上述产品逐步过渡到第三方产品认证，取代进网许可证。

### 制度改革
2020年12月15日，工业和信息化部起草了《工业和信息化部关于推行电信设备进网许可电子标志的通知（征求意见稿）》。意见明确，电信设备企业在获得进网电信设备进网许可证后，根据企业实际情况，可向电信设备认证中心申领电子标志。电子标志与纸质标志具有同等法律效力。
2022年9月23日，国务院办公厅印发《关于深化电子电器行业管理制度改革的意见》，对电信设备进网许可制度进行改革完善。主要改革内容包括：调整实行进网许可制度的电信设备目录，将卫星互联网设备、功能虚拟化设备纳入进网许可管理，对与电信安全关联较小、技术较为成熟的11种电信设备不再实行进网许可管理；精简优化进网许可检测项目，相应降低检测收费标准；将进网许可的审批承诺时限压减至15个工作日；将进网试用批文的有效期由1年延长至2年；推行进网许可标志电子化，逐步替代纸质标志贴签，不再要求电信设备产品包装、内置信息、广告等处标注进网许可证编号，便利产品取得进网许可后尽快上市，但产品取得进网许可前不得销售或者使用；实行电信设备产品系族管理，对取得进网许可的产品，持证企业新增、变更委托生产企业，或者进行不改变主要功能、核心元器件的技术和外型改动的，无需重新办理检测和许可；统一电信设备进网许可和强制性认证电磁兼容（EMC）检测要求，企业申办许可和认证时只需进行一次检测，检测报告相互承认。《意见》同时明确，2022年底前确定一批条件完备、具有良好质量管理水平和信用的电信设备生产企业开展自检自证试点，试点企业申请办理电信设备进网许可、无线电发射设备型号核准、强制性认证时，除网络安全等特殊检测项目外，可以采用企业检测报告替代第三方检测报告。
2022年12月28日，工业和信息化部公布第一批电信设备进网许可自检自证试点企业名单，试点企业共五家，包括华为技术有限公司、荣耀终端有限公司、OPPO广东移动通信有限公司、大唐移动通信设备有限公司和中兴通讯股份有限公司，试点期限为2023年全年。
2023年1月17日，工业和信息化部印发《关于电信设备进网许可制度若干改革举措的通告》，除调整实行进网许可制度的电信设备目录、公布进网许可审批承诺时限、延长进网试用批文有效期和实行电信设备产品系族管理外，明确了精简优化进网许可检测项目，在进网许可前置检测环节，取消手机的环境适应性、电源可靠性等与电信安全和互联互通关联较小的进网检测项目。《通告》措施自2023年3月1日起施行。工信部表示，制度改革是顺应“电信技术和产业蓬勃发展的新形势”而制定的，对“加快转变政府职能，进一步优化营商环境，激发市场主体活力，促进电信设备产业高质量发展具有重要意义”。而推行进网标志电子化、互认电磁兼容（EMC）检测结果等其他两项改革举措也正在筹备和推进。
2023年6月29日，工业和信息化部印发《工业和信息化部关于启用和推广新型进网许可标志的通告》，自2023年7月1日起正式启用新型进网许可标志，逐步替代原纸质标志。2024年1月1日起全面推广新型进网许可标志，届时将不再核发原进网许可纸质标志，此前已核发的纸质标志在进网许可有效期内仍然有效，可继续使用。

## 进网许可证（进网试用批文）

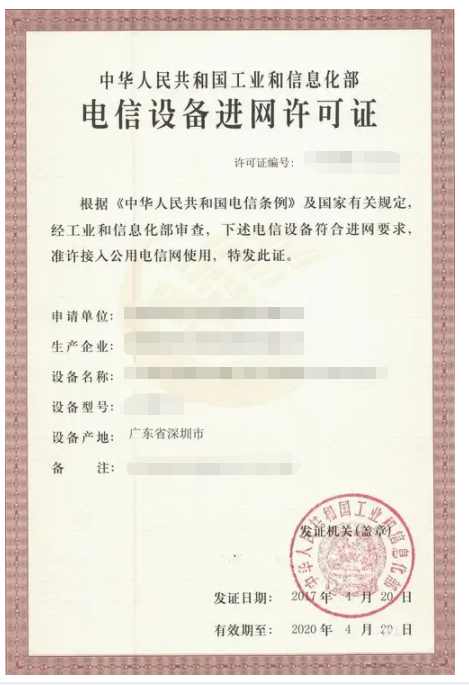
一张《中华人民共和国电信设备进网许可证》

中华人民共和国电信设备进网许可证和进网试用批文是中华人民共和国工业和信息化部对拟进网的电信终端设备、无线电通信设备和涉及网间互联的设备发出的许可证，代表该设备准予进入公用电信网使用及可在中国大陆市场销售。进网许可证的有效期一般为3年，进网试用批文的有效期一般不超过2年（2023年3月1日前为不超过1年）。二者具有同等法律效力。工信部通常会在每月初对外公布上个月已发出的进网许可证（含试用批文）名单。
其中，对于申请进网试验的电信新设备（即实行进网许可制度，但尚无正式国家标准、行业标准的，或未列入《第一批实行进网许可制度的电信设备目录》的电信设备）则为中华人民共和国电信设备进网试用批文，其相关程序受《电信新设备进网试验管理暂行办法》约束。一般来说，更新一代的移动通信技术相关设备由于技术处于起步阶段，尚未达到普及和成熟水平，在此时期这些设备所获得许可证的均为进网试用批文。

### 申请条件与流程
根据工信部网站显示，申请电信设备进网许可的，应当符合下列条件：
1. 电信设备应当符合国家标准、通信行业标准以及工业和信息化部的规定。
2. 具有完善的质量保证体系和售后服务措施。
3. 申请进网许可的无线电通信设备、涉及网间互联的设备或者电信新设备，应当进行至少三个月的进网试验。
4. 符合国家其他有关规定。

此外，申请人隐瞒有关情况或提供虚假材料申请进网许可的，工业和信息化部不予受理或者不予许可，并给予警告，申请人在一年内不得再次申请进网许可；申请人以欺骗、贿赂等不正当手段取得进网许可的，工业和信息化部撤销其进网许可证，并给予警告，申请人在三年内不得再次申请进网许可。
申请企业若申请电信设备进网许可，需向工信部提交申请材料，包括《电信设备进网许可申请表》、企业法人营业执照、申请人情况介绍、质量体系认证证书或审核报告、电信设备介绍、检测报告或产品认证证书、总体技术方案和实验报告。工业和信息化部自收到申请之日起60日内，对申请企业提交的申请材料进行审查。经审查符合条件的，颁发进网许可证（含进网试用批文）。工业和信息化部可以组织专家对申请进网许可的无线电通信设备、涉及网间互联的设备或者电信新设备的总体技术方案、试验报告、检测报告等进行评审。

### 设备类别
截至2023年3月，下列电信设备需申请《进网许可证》或《进网试用批文》：
- 程控用户交换机
- 移动用户终端（含移动电话机、无线信息终端、固定无线终端、卫星移动终端）
- 数据终端（包括有线及无线两种形式）
- 多媒体终端（包括会议电视终端、可视电话）
- 无线基站
- 微波通信设备
- 卫星地球站
- 光传送设备
- 数字程控交换系统
- 七号信令设备
- 智能网设备
- 同步设备
- 接入网设备
- 综合业务交换系统
- 路由器
- IP电话网关、网守
- 数据通信设备
- 卫星互联网设备
- 虚拟化设备

## 进网许可标志
进网许可标志，简称进网标志，是中华人民共和国工业和信息化部为已获得进网许可且处于有效期内的电信设备所需粘贴的质量标志。该标志由工业和信息化部统一印制和核发，申请单位可通过工业和信息化部政务服务平台线上申请定制需求，也可自行领取或委托电信设备认证中心邮寄进网许可标志。

### 版面格式

#### 旧版进网许可标志

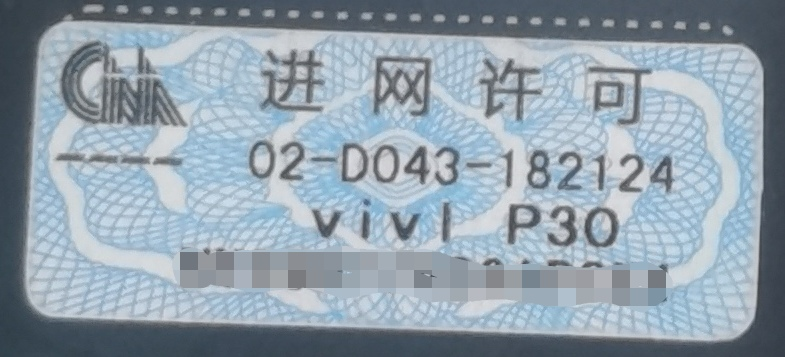
一张张贴在手机保护膜上的进网许可标志，载明了许可证编号和产品型号，其扰码信息已抹去

2024年1月1日前印发的进网许可标志为蓝色底纹；对于已获得进网试用批文的设备，使用绿色底纹的进网试用标志。根据设备不同，标志分三种规格，分别是A规格（12×30mm，适用移动电话机）、C规格（20×40mm，适用其他电信终端设备）和D规格（50×80mm，适用无线电通信设备和涉及网间互联的设备）。
进网标志的左上方印有黑色“CMII”标志图案；右上方印有黑色“进网许可”/“进网试用”中文文字；右下方印有三行黑色字符，显示设备的相关信息。其中第一行为该产品所获得的进网许可证编号，第二行为该产品的型号，第三行为扰码，由15位无规则排列的数字及字母组成，属于唯一代码。进网标志亦具备防伪特征，可以供消费者识别。

#### 新型进网许可标志

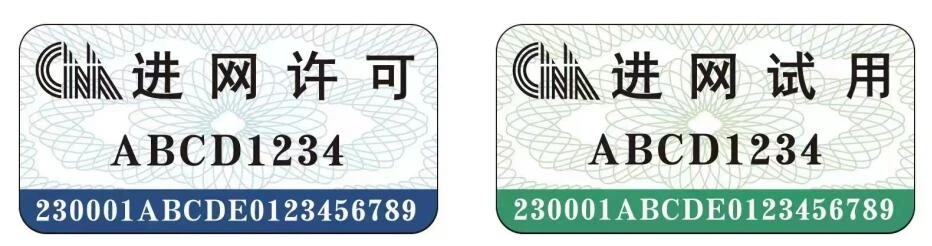
新型进网许可标志彩色样式

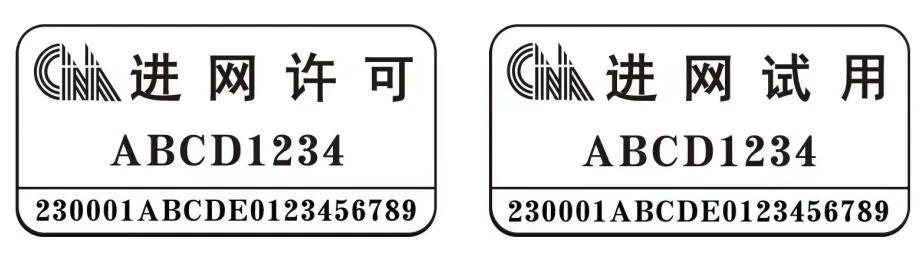
新型进网许可标志黑白样式

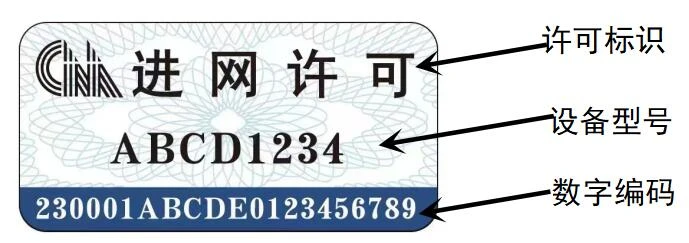
新型进网许可标志要素示意图

2023年7月1日启用的新型进网许可标志由许可标识、设备型号、数字编码等要素组成。其中，许可标识由“进网许可”或“进网试用”四个中文汉字、“CMII”图形徽标、底纹底色（黑白样式无底纹底色）共同组成，许可标识矢量图由工业和信息化部电信设备认证中心统一提供。第三行的数字编码为21位数字字母组合，前6位为型号编号（与进网许可一并获得），后15位由工业和信息化部电信设备认证中心根据生产企业申请统一生成并下发。生产企业可以根据产品特点采取不同方式加施新型进网许可标志，包括电子显示、实物印制、标签粘附等。

### 使用
根据相关规定，仅已获得进网许可的设备可以粘贴进网标志，且必须粘贴于设备的显著位置；未获得进网许可和进网许可证失效的设备不得粘贴进网标志。在中国大陆，进网标志是行货手机的鉴别方法之一，消费者除了可以通过防伪特征识别的方法鉴别外，也可通过网站、电话、短信等方式查询其真伪。而行货手机的IMEI号与进网标志的扰码有唯一的对应关系，工信部也要求生产企业需事先提报每张标志与每台设备IMEI/MEID间的对应关系。

## 相关事件

### 冒用进网标志事件
根据相关规定，粘贴伪造、假冒进网许可标志的手机均视为假冒产品。据历年来的新闻报道显示，有部分民众发现其购买的手机产品存在冒用进网标志的情况，假冒产品的产品质量均无法得到保证，且售后服务也得不到保障。虽然冒用进网标志或证号的手机可以正常插卡使用，但使用数天后存在卡顿等问题。也有个别违法经营者为非法牟利，用粘贴假冒进网许可标志的杂牌、劣质手机低价冲击市场，严重扰乱了正常的市场经营秩序。
2021年6月，有大量消费者在“驴嫂平荣”直播间购买的手机存在冒用正规产品入网证号被投诉情况，相关品牌所属企业表示该直播间销售的相关产品均为假冒，其由何厂家生产也尚不可知。

### 进网试用相关争议
2006年，湖南衡阳市民罗旭使用的诺基亚3230手机发现手机经常在通话时“死机”，不久后发现其手机张贴的是“进网试用”标志，随即向律师王泽平求助。王泽平随后发现，诺基亚20多款手机贴的均为“进网试用”标志，而非“进网许可”。王泽平为此协助罗旭起诉销售商和诺基亚通信有限公司，要求法院判决诺基亚公司商业欺诈，按照《消费者权益保护法》予以赔偿。而衡阳的当地法院已经受理了3起投诉诺基亚手机的案例。罗秋林认为，手机没有检测或者待检的项目没有达到标准就上市，是诺基亚公司把试用的风险转嫁到了消费者身上，这对消费者是一种不负责任的态度。不过原信产部的负责人表示，“进网试用”和“进网许可”的手机具有同等效力，对于消费者而言，质量都是没有问题的。而“进网试用”的手机在质量和标准等方面，是因为检验的标准跟不上，所以先使用这种标志。而按照《移动电话机试用规范》有关规定，“进网试用”是有严格操作标准和流程的，生产商将处于“试用”阶段的产品直接上市销售而不作出说明，实际上是打法律上的擦边球。而同年12月22日，又有消费者因使用处于“进网试用”阶段的诺基亚6070，认为试用产品的质量不稳定，决定向消协投诉。中国消费者协会在2007年12月出版的《中国消费者杂志》刊登的一篇文章认为，“进网试用”移动电话机在市场上销售是“违规行为”，原因是“进网试用”是尚未取得进网许可证、处于试验阶段、由专门机构组织专门人员使用的产品，法理上不能进入市场销售。文章还认为，有关方面人士解释“进网试用”与“进网许可”具有同等效力没有合理的依据。而在当年，“进网试用”手机在市场上销售的情况成为网络上的热门话题，许多网民针对消费者的反映、投诉和诉讼情况展开讨论。

### 苹果iPhone 6进网相关争议
苹果公司推出的iPhone 6系列原定计划于2014年9月19日将中国大陆列为首批上市地区，但蘋果公司通知當地無線運營商指iPhone 6系列將無法於同月19日發布，因為當中「有些細節尚未準備好」；當地媒體報導，這些設備尚未得到中国工信部的批准，在該年較早時候，中國中央電視台的新聞報導據稱iPhone裝置對國家安全構成威脅，因為iOS 7的「頻繁位置」功能可能會暴露「國家機密」。由於未能如期獲得入網許可，蘋果公司把中國大陸被排除於首兩回銷售之外，因此全球出現中國排隊黨搶購iPhone 6/6 Plus的情況，加上其產量不足問題，也引發中國水貨客與當地人的糾紛，在中國大陸iPhone 6/6 Plus的水貨價格也因此高漲。
2014年9月30日，iPhone 6系列獲得中国工信部的進網許可。工信部负责人表示，审核iPhone 6期间“确实存在个人信息泄露的可能性”，并约谈苹果公司，提出了相关安全管理要求。苹果公司向工信部提交了正式材料，表示三个后台服务程序为诊断工具，强调“从未与任何国家的任何政府机构就任何产品或服务建立过所谓的‘后门’”，并且“永远不会”。